# Însurăței
Însurăței város Brăila megyében, Munténiában, Romániában. A Călmățui folyó mentén található.

## Fekvése
A Călmățui folyó jobb partján, a megyeszékhhelytől, Brăilától kb. 50 km-re található.

## Történelem
Első írásos említése 1879-ből való.
Városi rangját 1989-ben kapta.

## Népesség
A népesség számának alakulása a városban:
- 1992 - 7396 lakos
- 2002 - 7336 lakos

## Gazdaság
Jelentős a mezőgazdasága, kereskedeleme és a könnyűipara.

## Külső hivatkozások
- A város honlapja
- A városról a megye honlapján
- A városról